# Carl Brekelbaum

Carl Brekelbaum

Carl August Brekelbaum, auch Karl, (* 7. November 1863 in Hamburg; † 26. September 1956 ebenda) war ein deutscher Architekt, Bauunternehmer und Politiker (DNVP).

## Leben und Beruf

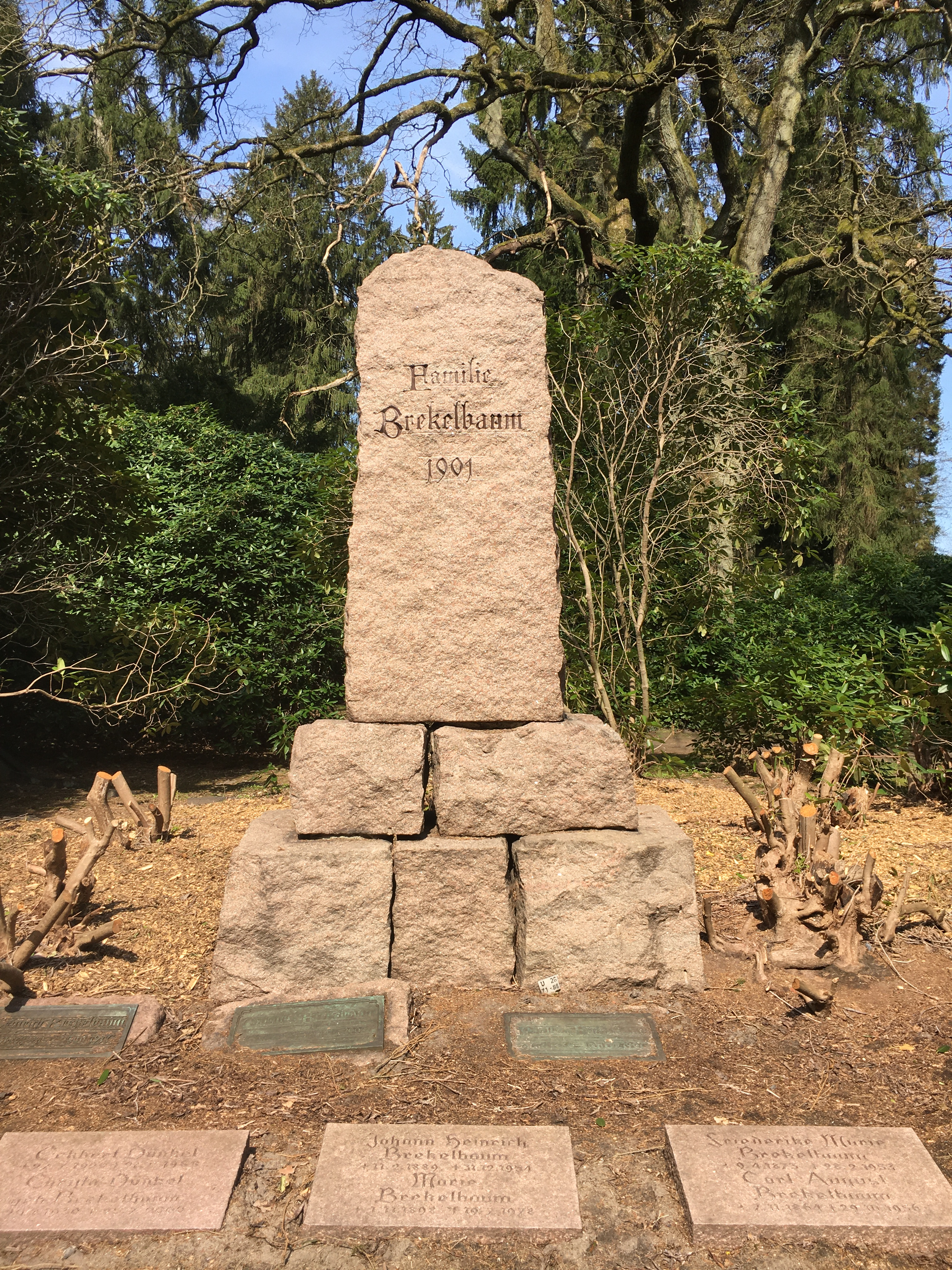
Familiengrabstätte auf dem Friedhof Ohlsdorf

Carl Brekelbaum wurde am 7. November 1863 als Sohn eines Bauunternehmers in Hamburg geboren. Nach dem Besuch der Staatlichen Höheren Bürgerschule in seiner Heimatstadt absolvierte er eine Maurerlehre. Anschließend besuchte er die Baugewerkschule Eckernförde und für vier Semester die Technische Hochschule Charlottenburg. Seinen Militärdienst leistete er als Einjährig-Freiwilliger beim 14. Jäger-Bataillon. In den folgenden Jahren arbeitete er in Architekturbüros in Berlin, Wien und München. 1890 trat er als Architekt und Maurermeister in das väterliche Baugeschäft ein, dessen alleinige Leitung er 1899 übernahm.
Während der Zeit der Weimarer Republik war Brekelbaum Beisitzer beim Schiedsgericht für Arbeiterversicherung sowie bei der Prüfungskommission der Hamburger Baugewerkschule. Darüber hinaus war er Vorstandsmitglied der Hamburger Baugewerks-Innung. Carl Brekelbaum starb am 26. September 1956 in Hamburg und wurde in der Familiengrabstätte auf dem Friedhof Ohlsdorf im Planquadrat U 26 östlich des Lippertplatzes beigesetzt.

## Politik
Brekelbaum war seit 1907 Mitglied der Hamburgischen Deputation für Handel, Schifffahrt und Gewerbe, später auch der Baudeputation. Er trat nach der Novemberrevolution in die Deutschnationale Volkspartei (DNVP) ein und war von 1921 bis 1924 Mitglied der Hamburgischen Bürgerschaft. Bei der Reichstagswahl im Mai 1924 wurde er in den Deutschen Reichstag gewählt, dem er bis Mai 1928 angehörte. Im Parlament vertrat er den Wahlkreis 34 (Hamburg).